# Amphidraus
Genre
Amphidraus est un genre d'araignées aranéomorphes de la famille des Salticidae.

## Distribution
Les espèces de ce genre se rencontrent en Amérique du Sud.

## Liste des espèces
Selon World Spider Catalog (version 20.0, 15/03/2019) :
- Amphidraus araripe Salgado & Ruiz, 2019
- Amphidraus argentinensis Galiano, 1997
- Amphidraus auriga Simon, 1900
- Amphidraus belzonte Salgado & Ruiz, 2017
- Amphidraus bifidus Salgado & Ruiz, 2017
- Amphidraus bochica Galvis, 2017
- Amphidraus boomerang Salgado & Ruiz, 2019
- Amphidraus caxiuanan Salgado & Ruiz, 2017
- Amphidraus chie Galvis, 2017
- Amphidraus colombianus Galvis, 2017
- Amphidraus complexus Zhang & Maddison, 2012
- Amphidraus cornipalpis Salgado & Ruiz, 2019
- Amphidraus draconicaudatus Salgado & Ruiz, 2017
- Amphidraus draconitupan Salgado & Ruiz, 2019
- Amphidraus duckei Galiano, 1967
- Amphidraus guaitipan Galvis, 2017
- Amphidraus guatavita Galvis, 2017
- Amphidraus janauari Salgado & Ruiz, 2017
- Amphidraus loxodontillus Salgado & Ruiz, 2017
- Amphidraus mae Galvis, 2017
- Amphidraus manauara Salgado & Ruiz, 2019
- Amphidraus mysticetus Salgado & Ruiz, 2017
- Amphidraus nigrigenu Salgado & Ruiz, 2017
- Amphidraus pae Galvis, 2017
- Amphidraus pulvinus Salgado & Ruiz, 2017
- Amphidraus quimbaya Galvis, 2017
- Amphidraus quinini Galvis, 2017
- Amphidraus sacrificatus Salgado & Ruiz, 2019
- Amphidraus santanae Galiano, 1967
- Amphidraus shenlong Salgado & Ruiz, 2019
- Amphidraus sie Galvis, 2017
- Amphidraus sikuani Galvis, 2017
- Amphidraus simplex Salgado & Ruiz, 2017
- Amphidraus somondoco Galvis, 2017
- Amphidraus sotairensis Galvis, 2017
- Amphidraus sua Galvis, 2017
- Amphidraus tanimuca Galvis, 2017
- Amphidraus tisquesusa Galvis, 2017
- Amphidraus tundama Galvis, 2017
- Amphidraus zaque Galvis, 2017
- Amphidraus zipa Galvis, 2017

## Publication originale
- Simon, 1900 : Études arachnologiques. 30e Mémoire. XLVII. Descriptions d'espèces nouvelles de la famille des Attidae. Annales de la Société Entomologique de France, vol. 69, p. 27-61 (texte intégral).